# 基翁·克拉克
阿里安·基翁·克拉克（英語：Arian Keon Clark，1975年4月16日—），美国NBA联盟职业篮球运动员。他在1998年的NBA选秀中第1轮第13顺位被奥兰多魔术选中。